# Christine Arron
Christine Arron, francoska atletinja, * 13. september 1983, Les Abymes, Francija.
Nastopila je na poletnih olimpijskih igrah v letih 2000, 2004 in 2008, leta 2004 je osvojila bronasto medaljo v štafeti 4×100 m, leta 2000 pa četrto mesto. Na svetovnih prvenstvih je osvojila naslov prvakinje leta 2003 in dve srebrni medalji v isti disciplini ter bronasti medalji v teku na 100 m in teku na 200 m, na evropskih prvenstvih pa naslov prvakinje v teku na 100 m ter zlato in srebrno medaljo v štafeti 4x100 m.